# John FitzSimons
John FitzSimons (ur. 12 lutego 1943) – brytyjski lekkoatleta, który specjalizował się w rzucie oszczepem.
Dwukrotny medalista igrzysk brytyjskiej wspólnoty narodów - w roku 1966 zdobył złoto, a cztery lata później wywalczył brązowy medal. W roku 1966 bez powodzenia startował w mistrzostwach Europy (22. miejsce z wynikiem 68,86). Rekord życiowy: 81,92 (23 marca 1969, Long Beach).